# Léonore ou l'Amour conjugal

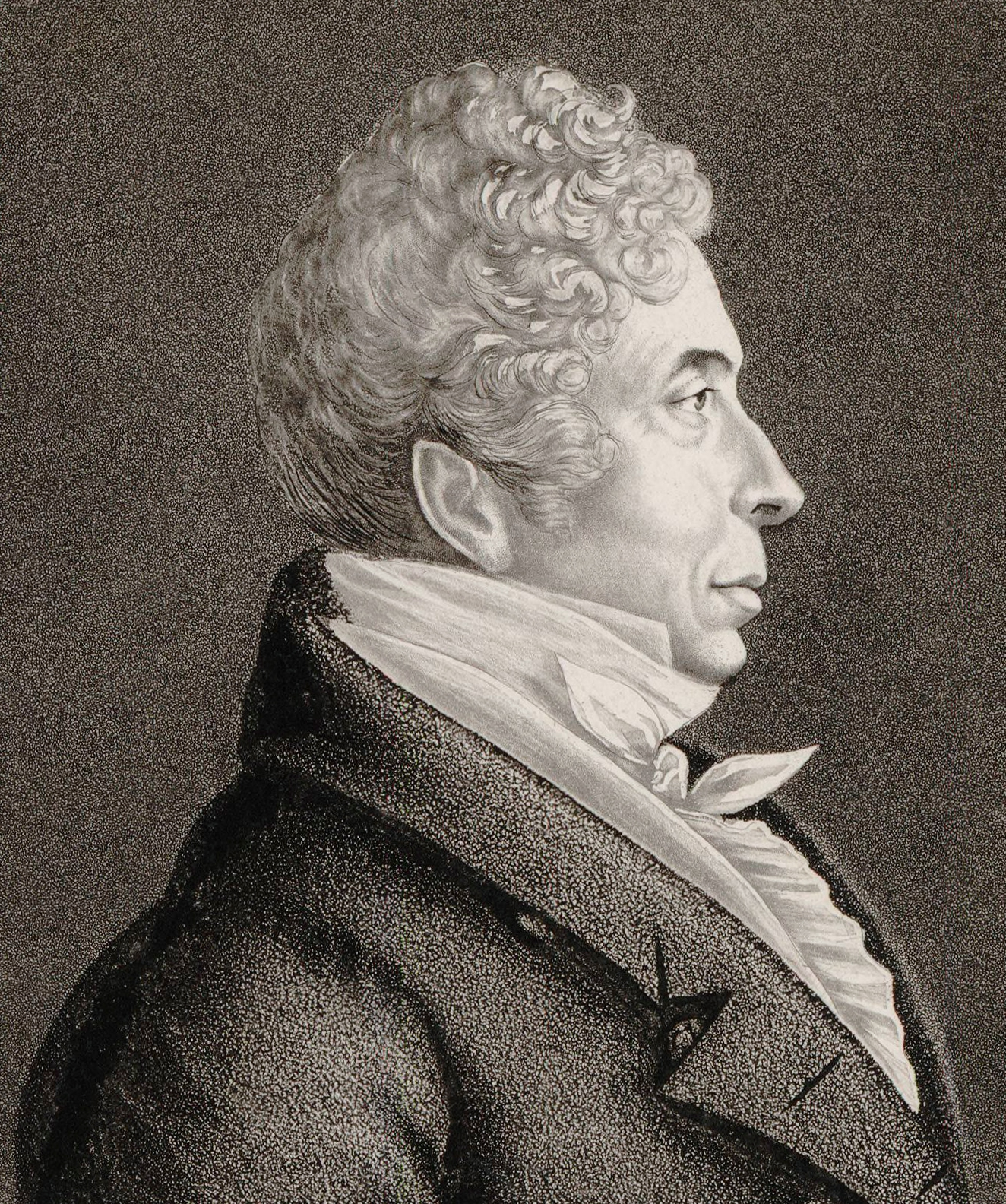
Pierre Gaveaux.

Léonore ou l'Amour conjugal (Léonore eller Den äktenskapliga kärleken) är en fransk opera i två akter med musik av Pierre Gaveaux och libretto av Jean Nicolas Bouilly.

## Historia
Pierre Gaveaux började sin musikkarriär som tenor på Théâtre Feydeau i Paris där han var den förste Jason i Luigi Cherubinis opera Médée 1797. Hans anti-jakobinska övertygelse fick honom dock att komponera sången Le Réveil du peuple vilken blev en kampsång för Högern och Gaveaux blev tvungen att sluta på teatern. Han påbörjade då en ny karriär som operatonsättare trots att hans originalitet inte var den största. 
Bouillys libretto Léonore skulle senare tonsättas av såväl Beethoven som Ferdinando Paër och Giovanni Simone Mayr. Beethoven kan mycket väl ha haft tillgång till partituret när han tonsatte sin tyska opera Fidelio, då den innehåller partier som Gaveaux också behandlade. Till exempel den kusliga stämningen i fängelsehålan, Rocs sträva sätt att sjunga sina arior, den gradvis stegrande modulationen då fångarna stiger ut i ljuset, ett oboesolo då Florestan tittar på porträttet av Léonore. Gaveaux sjöng själv rollen som Florestan och porträttet av tyrannen Dom Pizare anses som en elak nidbild av revolutionsledaren Robespierre. Operan hade premiär den 19 februari 1798 på Théâtre Feydeau.